# Фаулер (Индијана)
Фаулер (енгл. Fowler) град је у америчкој савезној држави Индијана.

## Демографија
По попису из 2010. године број становника је 2.317, што је 98 (-4,1%) становника мање него 2000. године.
| Група             | 2000.         | 2010.         |
| Белци             | 2.360 (97,7%) | 2.183 (94,2%) |
| Афроамериканци    | 7 (0,3%)      | 13 (0,6%)     |
| Азијати           | 2 (0,1%)      | 3 (0,1%)      |
| Хиспаноамериканци | 21 (0,9%)     | 91 (3,9%)     |
| Укупно            | 2.415         | 2.317         |